# Simon Schrikker
Simon Schrikker (Utrecht, 1973) is een Nederlands kunstenaar die woont en werkt in Rotterdam. Hij is kleinzoon van de Gooise Beeldhouwer Kees Schrikker. In de periode 1995-1999 studeerde Schrikker aan de Academie Minerva in Groningen, en van 1999 tot 2001 aan het Dutch Art Institute te Enschede, alwaar hij zijn masters behaalde in de beeldende kunsten. In 2005 won hij de publieksprijs voor de Koninklijke Subsidie voor de Schilderkunst. Zijn werk is o.a aangekocht door het Gemeentemuseum Den Haag, Drents Museum, Assen, Zeeuws Museum, Middelburg en Museum Voorlinden in Wassenaar. 